# Blood, Sweat & Tears (musikalbum)
Blood, Sweat & Tears är bandet Blood, Sweat & Tears självbetitlade andra album, släppt i januari 1969. Det blev etta på Billboardlistan och belönades med en Grammy för årets album.
Till skillnad från deras första album, Child Is Father to the Man, är detta album mer fritt från psykedelia än det första. Det beror antagligen mycket på att man tillsatt fyra nya medlemmar vid tidpunkten. Stora hitar från albumet blev "Spinning Wheel", "And When I Die" och "You've Made Me So Very Happy"

## Låtlista
1. "Variations on a Theme by Erik Satie (First and Second Movements)" (Erik Satie) - 2:35
2. "Smiling Phases" (Jim Capaldi/Steve Winwood/Chris Wood) - 5:11
3. "Sometimes in Winter" (Steve Katz) - 3:09
4. "More and More" (P. Vee/D. Juan) - 3:04
5. "And When I Die" (Laura Nyro) - 4:06
6. "God Bless the Child" (Billie Holiday/A. Herzog) - 5:55
7. "Spinning Wheel" (David Clayton-Thomas) - 4:08
8. "You've Made Me So Very Happy" (Berry Gordy Jr./Brenda Holloway/Patrice Holloway/F. Wilson)) - 4:19
9. "Blues, Pt. 2" (Blood, Sweat & Tears) - 11:44
10. "Variations on a Theme by Erik Satie (First Movement)" (Erik Satie) - 1:49 
Bonusspår på 2005 års utgåva
11. "More and More" (P. Vee/D. Juan) - 4:37 (live)
12. "Smiling Phases" (Jim Capaldi/Steve Winwood/Chris Wood) - 18:44 (live)

## Medverkande
- David Clayton-Thomas - sång
- Bobby Colomby - trummor, percussion, sång
- Jim Fielder - bas
- Dick Halligan - orgel, piano, flöjt, trombon, sång
- Jerry Hyman - trombon, blockflöjt
- Steve Katz - gitarr, munspel, sång
- Fred Lipsius - piano, saxofon
- Alan Rubin - trumpet
- Lew Soloff - trumpet, flugelhorn
- Chuck Winfield - trumpet, flugelhorn